# Marriott St Pierre Golf
De Marriott St Pierre Golf & Country Club is een golfclub in Chepstow, Zuid-Wales.
St Pierre heeft een groot landhuis uit de 14de eeuw, dat getransformeerd werd tot clubhuis en hotel. 

## De baan
In 1962 werd de 18-holes golfbaan geopend. Deze was een ontwerp van C.K. Cotton en heeft een par van 71.

## Toernooien
- British Masters: 1971, 1973, 1974, 1976, 1978, 1980 (toen Bernhard Langer als eerste Duitser een Major won), 1982 en 1983
- Curtis Cup: 1980
- Wales Seniors Open : 1993
- Solheim Cup : 1996
- Ryder Cup: 2010
- PGA Welsh Masters:  2000
- Epson Grand Prix of Europe: 1986 - 1991 (match play tot 1989, sindsdien strokeplay)